# Macrobrachium kistnense
Macrobrachium kistnense är en kräftdjursart som först beskrevs av Tiwari 1952.  Macrobrachium kistnense ingår i släktet Macrobrachium och familjen Palaemonidae. Inga underarter finns listade i Catalogue of Life.